# Caudan
Caudan är en kommun i departementet Morbihan i regionen Bretagne i nordvästra Frankrike. Kommunen ligger i kantonen Pont-Scorff som tillhör arrondissementet Lorient. År 2022 hade Caudan 7 110 invånare.

## Befolkningsutveckling
Antalet invånare i kommunen Caudan
| Referens: INSEE |